# Boulevard Gouvion-Saint-Cyr
Boulevard Gouvion-Saint-Cyr je bulvár v 17. obvodu v Paříži. Je součástí tzv. Maršálských bulvárů. Bulvár nese jméno Laurenta de Gouvion-Saint-Cyra (1764–1830), maršála Francie.

## Trasa
Boulevard Gouvion-Saint-Cyr začíná severně od Porte Maillot u Kongresového paláce (z jižní strany přiléhá Boulevard de l'Amiral-Bruix) a končí na Porte de Champerret (křižovatka ulic Avenue Stéphane Mallarmé a Avenue de Villiers). Boulevard Berthier na něj pak navazuje o několik metrů jižněji od Place Stuart Merrill.

## Historie
V letech 1840–1845 byly postaveny kolem Paříže nové hradby. Dnešní bulvár vznikl na místě bývalé vojenské cesty (Rue Militaire), která vedla po vnitřní straně městských hradeb. Tato silnice byla armádou převedena městu Paříži na základě rozhodnutí z 28. července 1859.
Ještě dříve tudy vedla silnice, která se nazývala Route de la Révolte. Ta vznikla kolem roku 1750 na místě staré silnice vedoucí do Saint-Denis.